# 帕氏伊比魯鯉
帕氏伊比魯鯉（学名：Iberocypris palaciosi）为輻鰭魚綱鯉形目雅羅魚科的其中一種，被IUCN列為極危保育類動物，分布於歐洲西班牙安杜哈爾附近的瓜達爾基維爾河中游，主要特徵為身體有深色縱條紋，口下位和後緣凹陷的臀鰭，體長可達20公分，棲息在低海拔至高海拔、礫石底質、植被生長、水質清澈且流速中等的溪流，因外來種及汙染而受到威脅。